# Diodella mello-barretoi
Diodella mello-barretoi är en måreväxtart som först beskrevs av Paul Carpenter Standley, och fick sitt nu gällande namn av Nélida María Bacigalupo och Elsa Leonor Cabral. Diodella mello-barretoi ingår i släktet Diodella och familjen måreväxter. Inga underarter finns listade i Catalogue of Life.